# Hyla javana
Hyla javana és una espècie de granota del gènere Hyla de la família dels hílids. S'ignora la distribució de l'espècie; només es coneix de la seva localitat tipus a Java, Indonèsia, encara que actualment també es dubta d'aquesta informació.
Es desconeix totalment el seu hàbitat, ecologia, abundància i possibles amenaces per a la seva supervivència. També es dubta sobre la validesa taxonòmica de l'espècie.